# Asura thomensis
Asura thomensis là một loài bướm đêm thuộc phân họ Arctiinae, họ Erebidae.